# Liste der Naturdenkmale in Weissach im Tal
| Naturdenkmale | Anzahl |
| ------------- | ------ |
| FND           | 10     |
| END           | 5      |
| Gesamt        | 15     |

Die Liste der Naturdenkmale in Weissach im Tal nennt die verordneten Naturdenkmale (ND) der im baden-württembergischen Rems-Murr-Kreis, Deutschland, liegenden Gemeinde Weissach im Tal. In Weissach im Tal gibt es insgesamt fünfzehn als Naturdenkmal geschützte Objekte, davon zehn flächenhafte Naturdenkmale (FND) und fünf Einzelgebilde-Naturdenkmal (END).
Stand: 29. Oktober 2016.

## Flächenhafte Naturdenkmale (FND)
| Name                                                    | Bild | Kennung     | Einzelheiten              | Position | Fläche Hektar | Datum         |
| ------------------------------------------------------- | ---- | ----------- | ------------------------- | -------- | ------------- | ------------- |
| Felsböschung des oberen Muschelkalks mit Gehölz         | BW   | 81190830007 | Weissach im Tal           | ⊙        | 0,4           | 23. Aug. 1979 |
| Feuchtfläche                                            | BW   | 81190830011 | Weissach im Tal           | ⊙        | 0,8           | 13. Nov. 1992 |
| Feuchtgebiet am Brüdenbach                              | BW   | 81190830004 | Weissach im Tal           | ⊙        | 0,8           | 31. Dez. 1986 |
| Gehölzbestandener Hohlweg mit altem Holunderbaum        | BW   | 81190830003 | Weissach im Tal           | ⊙        | 0,6           | 31. Dez. 1986 |
| Hohlweg bei der Benzenmühle                             | BW   | 81190830001 | Weissach im Tal           | ⊙        | 0,2           | 31. Dez. 1986 |
| Hohlweg im Mittleren Hart                               | BW   | 81190830014 | Weissach im Tal           | ⊙        | 0,7           | 13. Nov. 1992 |
| Klinge, Hohlweg, Feldgehölz und zwei Eichen             | BW   | 81190830015 | Weissach im Tal           | ⊙        | 2,8           | 13. Nov. 1992 |
| Steinbruch an der Mündung des Dresselbachtals           | BW   | 81190830010 | Weissach im Tal           | ⊙        | 0,4           | 13. Nov. 1992 |
| Tälchen in den Gewannen "Biermann" und "Blinde Reisach" | BW   | 81190830002 | Auenwald, Weissach im Tal | ⊙        | 4,4           | 31. Dez. 1986 |
| Talmulde mit Klingen und Gehölzen                       | BW   | 81190830012 | Weissach im Tal           | ⊙        | 3,8           | 13. Nov. 1992 |
| Legende für Naturdenkmal                                |      |             |                           |          |               |               |

## Einzelgebilde (END)
| Name                           | Bild | Kennung     | Einzelheiten    | Position | Fläche Hektar | Datum         |
| ------------------------------ | ---- | ----------- | --------------- | -------- | ------------- | ------------- |
| Eiche                          | BW   | 81190830013 | Weissach im Tal | ⊙        | 0,0           | 13. Nov. 1992 |
| Forche                         | BW   | 81190830009 | Weissach im Tal | ⊙        | 0,0           | 23. Aug. 1979 |
| Stieleiche in der Gartenstraße | BW   | 81190830018 | Weissach im Tal | ⊙        | 0,0           | 13. Nov. 1992 |
| Vier Linden am Friedhof        | BW   | 81190830017 | Weissach im Tal | ⊙        | 0,0           | 13. Nov. 1992 |
| 1 Linde                        | BW   | 81190830003 | Weissach im Tal | ⊙        | 0,0           | 23. Aug. 1979 |
| Legende für Naturdenkmal       |      |             |                 |          |               |               |

## Ehemalige Naturdenkmale
| Name                     | Bild | Kennung | Einzelheiten    | Position | Fläche Hektar | Datum         |
| ------------------------ | ---- | ------- | --------------- | -------- | ------------- | ------------- |
| Ulme                     | BW   |         | Weissach im Tal | ⊙        | 0,0           | 23. Aug. 1979 |
| Legende für Naturdenkmal |      |         |                 |          |               |               |